# Stipa macbridei
Stipa macbridei är en gräsart som beskrevs av Albert Spear Hitchcock. Stipa macbridei ingår i släktet fjädergrässläktet, och familjen gräs. Inga underarter finns listade i Catalogue of Life.